# سليمان بن صالح العليان
سليمان صالح العليان ولد في مدينة عنيزة (1918-2002)، أحد أبرز رجال الأعمال السعوديين في فترة ما بعد الطفرة النفطية، مؤسس مجموعة العليان.
كانت انطلاقته سنة 1947م من خلال شركة المقاولات العامة التي اشتغلت مع شركة بكتل الأمريكية في بناء خط التابلاين. دخل في الخمسينات قطاعي تجارة المواد الغذائية والتأمين. توسعت أعماله في الستينات بدخوله قطاع الصناعة كما بدأ بالاستثمار في أسواق الأسهم العالمية. أقامت مجموعته عدة شراكات مع عدة شركات عالمية أهمها كولجايت - بالموليف، كيمبارلي - كلارك، كرافت للأغذية. شغل كعضو في مجلس إدارة شركة موبيل للنفط الأمريكية وكراديت سويس. كما شغل منصب رئيس مجلس الغرف التجارية الصناعية السعودية بين 1984 و1987م. سنة 2002م قدرت مجلة فوربس ثروته ب7.6 مليار دولار. له ولد خالد وثلاثة بنات حياة وحذام ولبنى.
يذكر أن في الجامعة الأمريكية في بيروت كلية سميت باسمه: مدرسة سليمان العليان لإدارة الأعمال (Suliman S. Olayan School of Business) بعدما كانت تسمى كلية إدارة الأعمال.